# Mihăileni (okręg Harghita)
Mihăileni (węg. Csíkszentmihály) – wieś w środkowej Rumunii, w okręgu Harghita, w Siedmiogrodzie. Jest centrum gminy o tej samej nazwie.

## Położenie
Wieś leży w odległości 13 km na północ od Miercurea-Ciuc w dolinie potoku Racul.

## Pochodzenie nazwy
Nazwa wsi pochodzi od patrona średniowiecznego kościoła pod wezwaniem Michała Archanioła.

## Historia

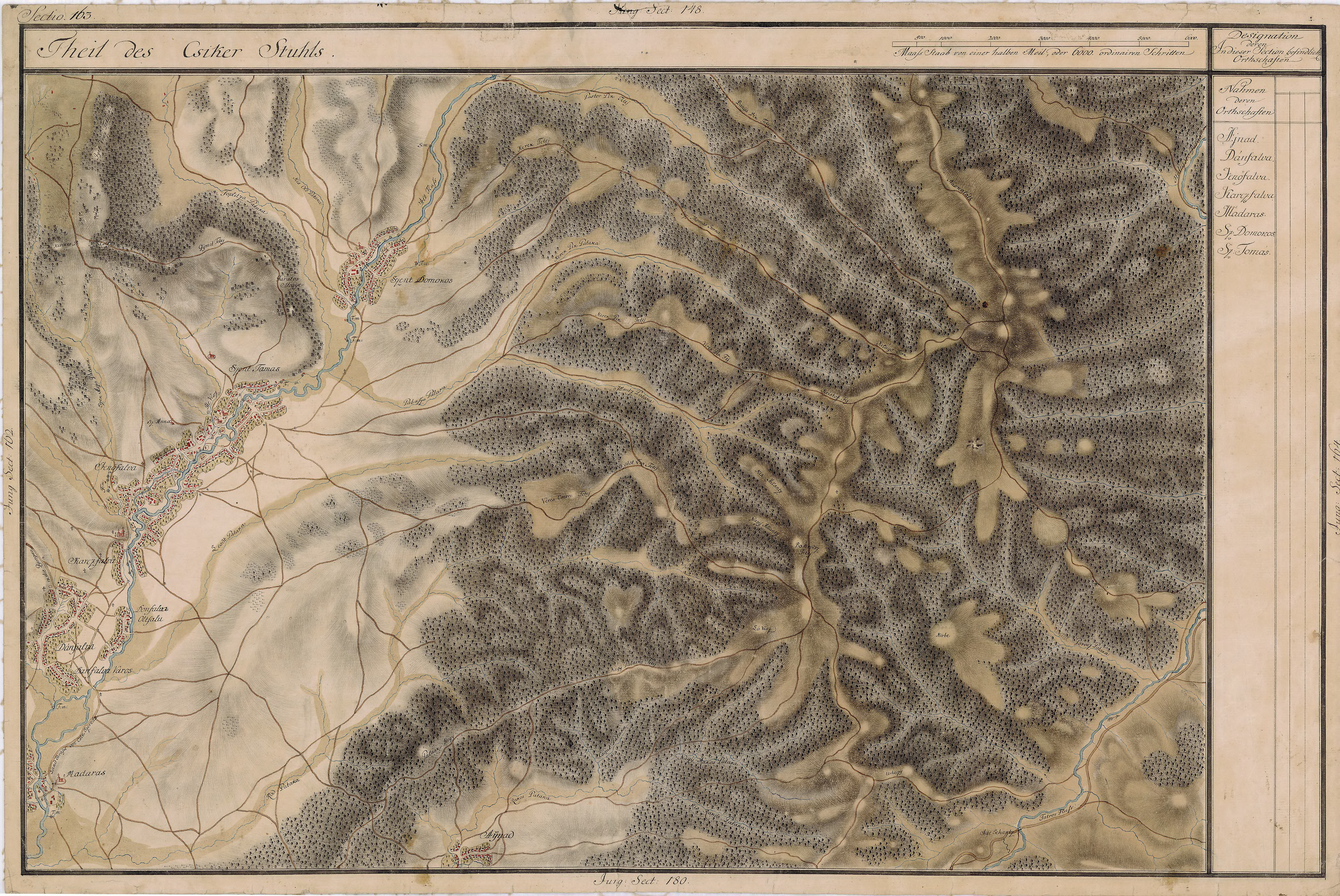
Mihăileni na józefińskiej mapie topograficznej

Pierwsza wzmianka pod nazwą S. Michaele pochodzi z 1333 r. Wieś bardzo ucierpiała w 1694 r. w czasie najazdów tatarskich, kiedy to sąsiednia Cibrefalva, obecnie leżąca na obszarze granicznym gminy, została całkowicie zniszczona. W wyniku traktatu w Trianon, podpisanego w 1920 r., wieś znalazła się na terytorium Rumunii.

## Warto zobaczyć
- Obronny kościół rzymskokatolicki powstały w 1448 r. w wyniku przebudowy pierwotnego kościoła z 1332 r. W 1661 r. spalili go Turcy, a w 1694 r. Tatarzy. W 1819 r. przebudowano go i powiększono. Znajdują się w nim piętnastowieczne malowidła naścienne. Budowę wieży zlecił Mihály Sándor, w podziękowaniu za uwolnienie z tureckiej niewoli.
- 6 km na zachód od wsi, na wzgórzu znajdują się ruiny zamku Balaskó[4].
- W kościelnym ogrodzie znajduje się krzyż upamiętniający masakrę w Madéfalva (obecnie Siculeni), dokonaną przez wojsko austriackie, która miała miejsce w 1764 r.
- Dwór Biális pochodzący z początku XIX w.
- W pobliżu Livezi znajduje się Wiadukt Caracău(inne języki), największy żelazobetonowy most w Siedmiogrodzie, najpiękniejszy obiekt inżynierski na linii kolejowej Miercurea-Ciuc-Ghimeș[5].

## Miejscowości partnerskie
- Enese, Węgry
- Gabčíkovo, Słowacja